# Kathy Sledge
Kathy Sledge (n. 6 de enero de 1959 en Filadelfia, Pensilvania) es una cantante y actriz estadounidense conocida por ser parte del grupo femenino de sus hermanas Sister Sledge. Tuvo varios éxitos en la lista del Hot Dance Music/Club Play incluyendo  "Take Me Back To Love Again," uno de sus sencillos más exitosos que llegó al puesto # 1 en 1992. Es nieta de la cantante de Ópera Viola Williams. Sledge ingresó en la lista de Dance en 2001, como vocalista para King Britt del proyecto musical Sylk 130 en la pista de "Rising".

## Vida personal
Está casada con Philip Lightfoot y juntos tienen dos hijos Philip y Kristen.

## Filmografía
- 1975: Soul Train — ella misma (1 episodio)
- 1979: Bandstand — ella misma (1 episodio)
- 1982: Fridays — ella misma (1 episodio)
- 1984: The Jeffersons — Kathy Satin (1 episodio)
- 1992: It's Showtime at the Apollo — ella misma (1 episodio)
- 2000: 100 Greatest Dance Songs of Rock & Roll — ella misma
- 2006: Archive Footage:Be My Baby: The Girl Group Story — ella misma (no acreditado)
- 2008: Soul Power (D:Jeffrey Levy-Hinte) — ella misma con Sister Sledge (no acreditado) (serie de conciertos de 1974  para la "Rumble in the Jungle" entre Muhammed Ali & George Foreman in Zaire)